# Arthur Longo
Arthur Longo (La Tronche, 21 de julio de 1988) es un deportista francés que compitió en snowboard, especialista en la prueba de halfpipe. Consiguió una medalla de plata en los X Games de Invierno.

## Medallero internacional
| \| X Games de Invierno \| X Games de Invierno \| X Games de Invierno \| X Games de Invierno \| \| Año \| Lugar \| Medalla \| Prueba \| \| ------------------- \| ------------------- \| ------------------- \| ------------------- \| \| 2013 \| Tignes (Francia) \| Medalla de plata \| Superpipe \| |                  |                  |           |
| X Games de Invierno |                  |                  |           |
| Año | Lugar            | Medalla          | Prueba    |
| 2013 | Tignes (Francia) | Medalla de plata | Superpipe |